# Premi Crítica Serra d'Or de Literatura Infantil i Juvenil
El Premi Crítica Serra d'Or, en la categoria de Literatura Infantil i Juvenil és un guardó atorgat anualment per la revista Serra d'Or, editada per Publicacions de l'Abadia de Montserrat. Es tracta d'una distinció sense dotació econòmica, però que ha assolit un gran prestigi i renom en l'àmbit cultural català, i que premia obres de literatura infantil i juvenil publicades l'any anterior. Per tant, no es tracta d'un premi a persones o obres que s'hi hagin de presentar com a candidates, sinó que el jurat distingeix les obres que, dins l'àmbit cultural català, considera que en són mereixedores.

## Obres guardonades
2021 Capgirat, amb text d'Alba Dalmau i il·lustracions de Cinta Vidal (categoria infantil)
Paraules, flors i pólvora, de Cinta Arasa (categoria juvenil, creació).
Migrants d'Eduard Altarriba (categoria juvenil, coneixements)
2020 Plous o fas Sol?, amb text de Mireia Vidal i il·lustració d'Anna Font (categoria infantil).
La llum d'Artús, de Raimon Portell (categoria juvenil, creació).
Jo i el món: una història infogràfica, de Mireia Trius i Joana Casals (categoria juvenil, coneixements).
2019 Un pèl a la sopa, amb text d’Àlex Nogués i il·lustració de Guridi (categoria infantil).
La maleta, de Núria Parera (categoria juvenil, creació).
Naixements bestials, d'Aina Bestard (categoria juvenil, coneixements).
2018 I aquí dins, qui hi ha?, amb text de Mar Benegas i il·lustració de Sandra Navarro, Lalalimola (categoria infantil).
 Una bala per al record, de Maite Carranza (categoria juvenil, creació).
Ports, de Víctor Medina (categoria juvenil, coneixements).
2017 Els fantasmes no truquen a la porta, amb text d'Eulàlia Canal i il·lustració de Rocío Bonilla (categoria infantil).
 La mèdium, de Silvestre Vilaplana (categoria juvenil, creació).
La Mia es fa gran, amb text de Mònica Peitx i il·lustració de Cristina Losantos (categoria juvenil, coneixements).
2016 Històries de Nasrudín, text de Halil Bárcena i il·lustració de Mariona Cabassa (categoria infantil).
La noia de la mitjanit, de Gisela Pou (categoria juvenil, creació).
Arbres, de Lemniscates (categoria juvenil, coneixements).
2015 Un mitjó diferent a cada peu, text de Joan Calçotets i il·lustració d'Armand (categoria infantil).
Més o menys jo, de Miquel Duran (categoria juvenil, creació).
Anem d'excursió per Catalunya. 30 excursions per a nois i noies de Jordi Quera (categoria juvenil, coneixements).
2014 Salvador Espriu, text de Pep Molist i il·lustració de Jordi Vila Delclòs (categoria infantil).
La balada del funicular miner, de Pau Joan Hernández (categoria juvenil, creació).
Col·lecció Tant de gust, i especialment al títol Tant de gust de conèixer-lo, senyor Salvat-Papasseit, de Maria Carme Bernal i Carme Rubio (categoria juvenil, coneixements).
2013 Joana Raspall, pel conjunt de la seva obra (categoria infantil).
Noel et busca, d'Àngel Burgas (categoria juvenil, creació).
Les meves cases favorites, de Virgínia Lorente (categoria juvenil, coneixements).
2012 Col·lecció «Ballmanetes», de Publicacions de l'Abadia de Montserrat (categoria infantil).
S'acosta un front fred que deixarà neu a cotes baixes, de Dolors Garcia i Cornellà (categoria juvenil, creació).
Castells, tocant el cel amb la mà, de Josep Amirall (categoria juvenil, coneixements).
2011 La princesa malalta, text de M. Carme Bernal i Carme Rubio, i il·lustració de Rebeca Luciani (categoria Infantil).
Paraules emmetzinades, de Maite Carranza (categoria juvenil, creació).
Col·leccions Això és art! i Això és un artista!! amb textos, il·lustracions i desplegables de Patrícia Geis (categoria juvenil, coneixements).
2010 L'arca de Noè, text de Lluís Farré i il·lustració de Mercè Canals (categoria Infantil).
El Circ, de Salvador Comelles (categoria juvenil, creació).
Guia d'arbres per a nois i noies, de Ramon Pascual (categoria juvenil, coneixements).
2009 Vet aquí un pèl, text de M. Àngels Juanmiquel Rovira i il·lustració de Marta Balaguer (categoria infantil).
L'Odissea, d'Homer, adaptació d'Albert Jané (categoria juvenil, creació).
Història il·lustrada de Catalunya per a petits i grans, d'Edicions 62 (categoria juvenil, coneixements).
2008 Dos fils, text de Pep Molist i il·lustració d'Emilio Urberuaga.
El testament de John Silver, de Josep Vallverdú.
La meva primera història de Catalunya, de Marta Luna.
2007 El nen gris, text de Lluís Farré i il·lustració de Gusti (categoria Infantil).
M, de Lolita Bosch, categoria Juvenil (Creació).
Cuinem junts, d'Eulàlia Fargas, categoria Juvenil (Coneixements).
2006 Vull una corona!. Text de Ramon Portell i il·lustració d'Ignasi Blanch, categoria Infantil.
Edició juvenil de Les cendres del cavaller, de Silvestre Vilaplana, categoria Juvenil, (Creació).
Què li passa a aquest nen?. Àngels Ponce. Il·lustració: Miquel Gallardo, categoria Juvenil (Coneixements).
2005 Contes terrorífics de fantasmes. Joan de Déu Prats.
Les veus protectores. Maria Àngels Bogunyà.
Col·lecció "Em dic...". Parramón Ediciones
2004 Banyeta. Teresa Duran i Neus Bruguera
La mala bèstia. Antoni Garcia i Llorca
Rocaguinarda. Oriol Garcia i Quera.
2003 La nit de Sant Joan. Text: Xavier Carrasco i il·lustracions: Sebastià Serra.
Disfresses. Josep M. Sala-Valldaura.
Internens. Les eines per a un ús enriquidor i responsable d'internet, text: Marta Luna i Toni Matas. Il·lustracions: Picanyol.
2002 Endrapallibres. Text i il·lustració de Lluís Farré.
L'ovella negra. Pasqual Alapont.
Abecedari Pictòric de Publicacions de l'Abadia de Montserrat, amb pintures del Museu de Montserrat.
2001 Adormits. Text de Lluís Rius. Il·lustracions de Montse Ginesta.
El camí del far. Miquel Rayó.
Intermón. Per la col·laboració en "Alfabet Solidari".
2000 En Cosme i els monstre menjamots. Núria Carol i Isidro Ferrer.
Tots els ports es diuen Helena. Joan Barril.
Col·lecció «Descobrim». La Galera.
1999 Ni or, ni encens, ni mirra. Ton Lleonart i Daniel Jiménez.
L'ombra del Stuka. Pau Joan Hernàndez.
Barcelona Multimedia. Per la guia multimèdia «Guia per a conèixer els arbres» de F. Masclans, ed. actualitzada pel Dr. Oriol de Bolòs.
1998 Les endevinalles de Llorenç, Llorenç Giménez, Montse Gisbert i Carmela Mayor.
Flanagan Blues Band. Andreu Martín i Farrero i Jaume Ribera.
Col·lecció «Jo sóc de...». La Galera i Associació de Mestres Rosa Sensat.
1997 4 primers volums de la col·lecció «Popof i Kocatasca». Teresa Duran i Max.
Ulls d'ocell. Antoni Garcia Llorca.
Terra de Gantes. (Història dels aiguamolls de l'Empordà segons la cigonya Guita). Toni Llobet, Josep Espigulé, Rosa Llinàs, Deli Saavedra i Jordi Sargatal.
1996 Món de mumerons. Esther Prim i Marta Balaguer.
La fàbrica de mentides. David Cirici.
Col·lecció «Biblioteca de la classe» Editorial Graó.
1995 El pitjor llop. Teresa Duran.
Cor de roure. Emili Teixidor.
Els artístics casos d'en Fricandó. Montse Ginesta i Arnal Ballester.
I van seguir un estel lluminós. (Esment especial). Joan Alavedra i Ulises Wensell.
1994 Un conte sense cap ni peus. Maria Àngels Ollé Romeu i Imma Pla.
L'exèrcit dels innocents. Eusèbia Rayó.
Col·lecció «El tinter dels clàssics». Publicacions de l'Abadia de Montserrat.
1993 Brrrrrgg!. Jaume Escala i Carme Solé.
Què farem, què direm? Pep Coll.
Petites històries. Pilarín Bayés.
Bestiolari de la Clara. Miquel Desclot.
1992 La lluna i els miralls. Mercè Escardó i Gemma Sales.
Interfase amb mosca. Joaquim Carbó.
Mercè Rodoreda. Mercè Ibarz.
1991 Marieta i el telèfon. Fina Masgrau i Lourdes Bellver.
El bes de la nivaira. Joaquim Borrell.
Col·lecció «Visions d'història de Catalunya». Sebastià Sorribas.
1990 Un bigoti i en Joan. Jordi Sarsanedas i Montse Ginesta.
L'illa d'Omar. Maria de la Pau Janer.
La Bíblia. Josep M. Rovira i Belloso i Carme Solé Vendrell.
1989 Abecedari de diumenge. Empar de Lanuza i Carme Grau.
Qualsevol nit pot sortir el sol. Joaquim Micó.
Col·lecció «Una vegada hi havia...». Glòria i Oriol Vergés.
1988 Fira de tresors. Josep Maria Rius i Ortigosa (Joma).
El tigre de Mary Plexiglàs. Miquel Obiols.
Col·lecció «El fanal de Proa». Edicions Proa de la Fundació Enciclopèdia Catalana.
Carme Suqué i d'Espona. (Esment especial) En homenatge pòstum.
1987 Marina. Olga Xirinacs.
Ostres tu, quin cacau. Maite Carranza.
Qomolangma. Antoni Ricart.
Col·lecció «L'esparver-Poesia». (Esment especial). Edicions de la Magrana.
1986 La nana Bunilda menja malsons. Mercè Company.
El llapis fantàstic. Joles Sennell.
Pels camins de la història d'Igualada. Antoni Dalmau i Ribalta.
Col·lecció «L'Arca, narracions de la Bíblia». Editorial La Galera.
1985 Adéu, bon viatge! Marta Balaguer.
El corsari de l'illa dels conills. Gabriel Janer Manila.
Col·lecció «Les arrels». Oriol Vergés.
Xesco Boix. Per la seva aportació al món infantil i juvenil.
1984 Marduix. Enric Larreula.
La cinquena gràcia de Collpelat. Sebastià Sorribas.
Estimeu el vostre entorn. Sebastià Estradé.
Mercè Llimona. Per la seva obra, tant de text com d'il·lustració.
1983 En Gil i el paraigua màgic. Mercè Company.
El malefici de la reina d'Hongria. Maria-Aurèlia Capmany.
Viatge poètic per Catalunya. Joaquim Molas.
1982 Raspall. Pere Calders.
Un armariet, un cofre i un diari. Maria Àngels Gardella.
Galing-Galong. Xesco Boix.
1981 El núvol de la son. Joles Sennell.
La història que en Roc Pons no coneixia. Jaume Cabré.
La fantasia inacabable d'Antoni Gaudí. Mercè Canela.
1980 L'estel de colors. Joles Sennell.
Calidoscopi de l'aigua i del sol. Joaquim Carbó.
Història de Lleida explicada als joves. Josep Vallverdú.
1979 Guaraçú. Versió d'Anna Murià.
El superexecutiu. Oriol Vergés.
Festes tradicionals a Catalunya. Joan Soler i Amigó.
1978 Rondineta i lleugera. Escola «El Puig».
Ai Filomena, Filomena! i altres contes. Miquel Obiols.
Geografia de Catalunya. J.M. Panareda.
1977 Bombolleta vola. Montse Ginesta.
L'Eduard el mariner i el país de sota l'aigua. Jordi Sarsanedas.
L'abat Oliba. Oriol Vergés.

## Jurats
Composició del jurat en la categoria de Literatura Infantil i Juvenil:
- 2016 Mònica Baró, Montse Ginesta, Teresa Mañà, Joan Portell i Núria Ventura
- 2015 Mònica Baró, Montse Ginesta, Teresa Mañà, Joan Portell i Núria Ventura
- 2014 Mònica Baró, Montse Ginesta, Teresa Mañà, Joan Portell i Núria Ventura.[7]
- 2013 Mònica Baró, Montse Ginesta, Teresa Mañà, Joan Portell i Núria Ventura.[8]
- 2012 Mònica Baró, Montse Ginesta, Teresa Mañà, Joan Portell i Núria Ventura.[11]
- 2011 Mònica Baró, Montse Ginesta, Teresa Mañà, Joan Portell i Núria Ventura.
- 2010 Mònica Baró, Montse Ginesta, Teresa Mañà, Joan Portell i Núria Ventura.
- 2009 Mònica Baró, Montse Ginesta, Teresa Mañà, Joan Portell i Núria Ventura.
- 2008 Mònica Baró, Montse Ginesta, Teresa Mañà, Joan Portell i Núria Ventura.
- 2007 Mònica Baró, Montse Ginesta, Teresa Mañà, Joan Portell i Núria Ventura.
- 2006 Mònica Baró, Montse Ginesta, Teresa Mañà, Joan Portell i Núria Ventura.